# Daniel Victor Molina
Daniel Víctor Molina Rodríguez (Guayaquil, 27 de agosto de 1985) es un político y empresario ecuatoriano. Saltó a la palestra pública tras ser el gestor principal del movimiento Don Burro, una campaña anticandidatista surgida antes de las elecciones legislativas de Ecuador de 2013.

## Biografía
Nació en Guayaquil y estuvo vinculado a la política ecuatoriana desde muy joven. Tuvo estudios de Derecho en la Universidad Católica Santiago de Guayaquil, carrera que no culminó pero le ayudó a tener presencia entre en el medio político del Ecuador para luego colaborar con las campañas de diferentes candidatos.
Es hijo de Julio Molina Flores, coordinador de logística de RED, quien se ubicó como uno de los principales asesores del gobierno del presidente Gustavo Noboa.
En el año 2000 estuvo ligado a la Prefectura del Guayas por el movimiento Fuerza Ecuador, representado en ese entonces por el candidato Humberto Mata; mientras que entre el 2005 y 2006, se lo vinculó como principal asesor del aspirante a la Presidencia de Ecuador, León Roldós.
2009 fue un año importante para Molina, ya que integró la lista de concejales rurales de Samborondón por el Partido Social Cristiano, aunque no ganó la contienda.
En 2012 se ubicó como principal vocero del Movimiento Don Burro, logrando amplia cobertura en los medios de comunicación y generando conciencia ciudadana sobre el poder de su voto en las elecciones.

## Trayectoria
Poco después de su exposición mediática con el Movimiento Don Burro, dejó la campaña en 2014 para especializarse en consultoría política y empresarial en Europa y Estados Unidos, logrando juntar a su propio equipo de consultores, estrategas y creativos especializados en manejo de marcas, consultoría política y manejo de crisis.

## Movimiento Don Burro
El movimiento causó revuelo entre los medios de comunicación y sociedad ecuatoriana extiéndose a nivel internacional y siendo replicada en diferentes países, ya que el fin, según Molina, era concienciar el voto. La repercusión mediática se hizo más fuerte con la presencia de un Burro como posible candidato a las elecciones de ese año, aunque no fue calificado por el Consejo Nacional Electoral.
Aun así, la campaña impulsada por Molina recibió un reconocimiento al civismo por parte de la Prefectura del Guayas, en ese entonces representada por Jimmy Jairala.
Molina dejó la agrupación en 2014.